# Ivan Gudelj
Ivan Gudelj (Imotski, RFS de Yugoslavia, 21 de septiembre de 1960) es un exfutbolista croata que se desempeñaba como centrocampista defensivo.
Durante un breve período también ejerció de entrenador.

## Clubes

### Jugador
| Club         | País       | Año         | Partidos | Goles |
| Hajduk Split | Yugoslavia | 1976 - 1986 | 181      | 35    |

### Entrenador
| Club         | País    | Año         |
| ------------ | ------- | ----------- |
| Hajduk Split | Croacia | 2005 - 2006 |

- Datos: Q912972